# Javier León
Javier León (Córdoba, Argentina; 23 de mayo de 1982) es un exfutbolista argentino. Se desempeñaba como defensor central. Durante su carrera se desempeñó en equipos de 10 países distintos dispersos entre América, Asia, Europa y África.

## Clubes
| Club                    | País       | Año         |
| ----------------------- | ---------- | ----------- |
| Racing de Córdoba       | Argentina  | 2003 - 2004 |
| UD Las Palmas "B"       | España     | 2004        |
| Unión Huaral            | Perú       | 2005        |
| Tacuarembó              | Uruguay    | 2005 - 2007 |
| Uberaba SC              | Brasil     | 2007        |
| Barnet FC               | Inglaterra | 2008        |
| Douglas Haig            | Argentina  | 2008        |
| Ayeyawady United FC     | Birmania   | 2009        |
| Vasalunds IF            | Suecia     | 2009        |
| FC Santa Coloma         | Andorra    | 2010        |
| Cobresal                | Chile      | 2010 - 2011 |
| FC Atyrau               | Kazajistán | 2011        |
| CD Atlético Marte       | {SLV}}     | 2012        |
| Al-Ittihad Al-Iskandary | Egipto     | 2012 - 2013 |
| Racing de Córdoba       | Argentina  | 2013 - 2014 |
| Aurora                  | Bolivia    | 2014        |
| Racing de Córdoba       | Argentina  | 2015        |
| Nacional Potosí         | Bolivia    | 2015 - 2016 |
| Guabirá                 | Bolivia    | 2016        |
| Aurora                  | Bolivia    | 2017 - 2018 |